# Abaxianthus
Abaxianthus is een geslacht met vier soorten orchideeën uit de onderfamilie Epidendroideae. Het is afgesplitst van Flickingeria.
Het zijn epifytische orchideeën uit mangrovebossen van Zuidoost-Azië, Australië en Nieuw-Guinea, die worden gekenmerkt door kleine, ronde pseudobulben met daarp telkens één blad en één bloem.

## Naamgeving enetymologie
- Synoniem: Flickingeria A.D.Hawkes (1961)

De botanische naam Abaxianthus is afgeleid van het Latijnse 'abaxialis' (weg van de as) en het Oudgriekse ἄνθος, anthos (bloem), wat refereert aan de bloemen die van de top van de pseudobulb achter het blad ontspringen en niet in de as van de bladsteel.

## Kenmerken
Abaxianthus-soorten zijn epifytische orchideeën met lange, dunne rizomen en eironde of kegelvormige pseudobulben met op de top één enkel, gesteeld, vlak en dik langwerpig blad. Achter het blad ontluikt jaarlijks één enkele, efemere (eendaagse) bloem.
De bloemen hebben dunne, vlakke kelk- en kroonbladen, het bovenste kelkblad smaller dan de laterale, die met elkaar en met de voet van het gynostemium gefuseerd zijn tot een mentum. De kroonbladen zijn smaller dan de kelkbladen. De bloemlip is drielobbig, met smalle zijlobben en een middenlob die aan de top nog eens gesplitst is in twee extra lobben, en centraal een callus met lage ribben draagt.

## Habitaten verspreiding
Abaxianthus-soorten groeien voornamelijk op bomen in vochtige, warme bossen in en rond de monding van grote rivieren, zoals in mangrovebossen. Ze komen voor in Maleisië, de Filipijnen, Indonesië, het noorden van Australië en Nieuw-Guinea.

## Taxonomie
Er is momenteel nog onduidelijkheid over de juiste status en het bestaansrecht van Abaxianthus. Het geslacht is in 2002 afgesplitst van Flickingeria door Clements en Jones. Andere bronnen delen de soorten van Abaxianthus echter in bij Dendrobium en Dockrillia.
Het geslacht zoals in 2002 beschreven door Clements en Jones telt vier soorten. De typesoort is Abaxianthus convexus.

### Soortenlijst
- Abaxianthus convexus (Blume.) M.A.Clem. & D.L.Jones (2002)